# Kamupasi
A Kamupasi (eredeti cím: Holiday Engagement) 2011-ben bemutatott amerikai romantikus film Bonnie Somerville, Shelley Long és Jordan Bridges főszereplésével.
Premierje 2011. november 28-án volt a Hallmark Channelen.

## Cselekmény
Hillary Burns, akinek mindig is küzdenie kellett az életben és a szerelemben, állandóan nyomást érez arra, hogy megházasodjon, amit követelőző édesanyja, Meredith gyakorol rá. Az ünnepek idején  úgy gondolja, hogy ezt a nyomást egy kicsit csökkenteni tudja. Hillary biztosítja kotnyeles anyját, hogy jóképű új vőlegénye eljön a Burns család házába a hálaadás hétvégéjére, hogy végre megismerkedjen Hillary őrült családjával.
Hillary újságíró, az üzleti világban gyorsan emelkedő Jason jegyese, aki ügyvéd és a cég pittsburghi irodájának alelnöki posztjára pályázik, ezért állandóan elfoglalt. A pozíció annyira megterhelő, állítja Jason, hogy fel kell bontania az eljegyzésüket, hogy a karrierjére koncentrálhasson. 
Hillary feldúlt a váratlan hír miatt, de még jobban elkeseredik, amikor rájön, hogy nem lesz férfi, akit hazavihetne bemutatni a közeledő karácsony alkalmából. A jövendőbeli férj-jelölt elvesztése is csapást jelent számára, de ez semmi ahhoz képest, hogy egy karácsonyi hétvégén mennyire zavarba ejtő helyzetekbe fog kerülni a családjánál, akik kínos kérdéseket fognak feltenni, és őt fogják hibáztatni az eljegyzés felbomlása miatt.
Hillary azonban vállalkozó kedvű hölgy, ezért a kellemetlen helyzetek elkerülésére az interneten talál egy éppen elfoglaltság nélküli színészt, Davidet, hogy rövid időre játssza el számára a vőlegény szerepét, egy kis számú közönség, apja, anyja és sznob húga előtt. David vállalja a szakmai kihívást, és elindulnak abba a gazdag külvárosba, ahol Hillary felnőtt. 
A szülőknél Hillarynek és Davidnek is van néhány kellemetlen találkozása. Az ügyvédként bemutatott Davidet Hillary apja vonja félre, aki az önkormányzati tanács tagja. Úgy tűnik, az apa részt vett néhány kampányfinanszírozási szabálysértésben és kisebb választási csalásban, és most bizalmas jogi tanácsot kér Davidtől, hogy mit kellene tennie.
Nyilvánvaló, hogy a nem ügyvéd David nem tud megalapozott jogi tanácsot adni, de azt sem mondhatja el, hogy miért, hiszen azzal lelepleződne, és Hillary-t is kellemetlen helyzetbe hozná. Ráadásul ez azt jelentené, hogy ő mint színész, megbukott az alakításával.
Közben David és Hillary között igazi vonzalom és kötődés kezd kialakulni, és az esetleges tényleges románcuk jó tempóban alakul. A helyzet nem egyszerű, és az a veszély is fennáll, hogy  Hillary uralkodó anyja rájön az igazságra, mielőtt a hétvége véget ér.

## Szereplők
- Bonnie Somerville – Hillary Burns
- Shelley Long – Meredith Burns
- Jordan Bridges – David
- Haylie Duff – Trisha Burns
- Sam McMurray – Roy Burns
- Jennifer Elise Cox – Connie
- Susie Castillo – Lindsay
- Sam Pancake – Julian
- Chris McKenna – Jason King
- Carrie Wiita – Joy Burns
- Edi Patterson – Sophie
- Christopher Goodman – Peter
- Stewart Scott – Frank
- Tomas Kolehmainen – Gill (Nick Angel)

## Fordítás
- Ez a szócikk részben vagy egészben  a   Holiday Engagement című angol Wikipédia-szócikk fordításán alapul.  Az eredeti cikk szerkesztőit annak laptörténete sorolja fel. Ez a jelzés csupán a megfogalmazás eredetét és a szerzői jogokat jelzi, nem szolgál a cikkben szereplő információk forrásmegjelöléseként.